# Флаг Карабаша
Флаг муниципального образования Караба́шский городской округ Челябинской области Российской Федерации — опознавательно-правовой знак, служащий официальным символом муниципального образования.
Флаг утверждён 25 декабря 2003 года постановлением Карабашского городского Собрания депутатов № 303, как флаг муниципального образования город Карабаш (после муниципальной реформы 2006 года — муниципальное образование Карабашский городской округ), и внесён в Государственный геральдический регистр Российской Федерации с присвоением регистрационного номера 1359.

## Описание
«Флаг города Карабаша представляет собой прямоугольное полотнище с соотношением ширины к длине 2:3, разделённое по горизонтали на две неравные полосы верхнюю жёлтую в 1/3 ширины полотнища и зелёную в 2/3 ширины полотнища, воспроизводящее в центре белую фигуру сокола с чёрной головой и белым клювом, держащего в распростёртых лапах жёлтый ключ из гербовой композиции».

## Обоснование символики
Современный город Карабаш (прежде — посёлок Соймановский), возникший в 1822 году как посёлок золотоискателей, своё экономическое развитие получил в связи с открытием начале XX века в Соймановской долине месторождения медно-колчеданных золотосодержащих руд, и строительством одного из трёх медеплавильных заводов, впоследствии вошедшего в состав горно-металлургического комбината — ныне ЗАО «Карабашмедь».
Основной фигурой флага города Карабаша является сокол — символ высоты духа, храбрости, веры, победы, величия. Сокол означает, что возвышенные и красивые дела без великих трудностей не делаются, а потому его распростёртые крылья показывают стремление вперёд, в будущее, способность человека преодолевать трудности.
Белый цвет (серебро) — символ совершенства, благородства, чистоты, веры, мира.
Своё название город получил по названию горы Карабаш (тюркское «кара» — чёрный, «баш» — голова), что аллегорически показано на флаге чёрной головой сокола, делая тем самым флаг «гласным».
Голова — символ разума, индивидуальности, и духовной жизни.
Чёрный цвет символизирует благоразумие, мудрость, свободу, покой, земные недра.
Сокол держит в лапах жёлтый ключ — символ доступа к секрету, в знак того, что богатые недра Карабашской земли открыты человеку, служат ему.
Жёлтый цвет (золото) символизирует богатство, справедливость, уважение, великодушие.
Зелёный цвет дополняет символику природы, а также этот цвет символизирует жизнь, возрождение, здоровье, плодородие.